# Tren del Sur (Tenerife)

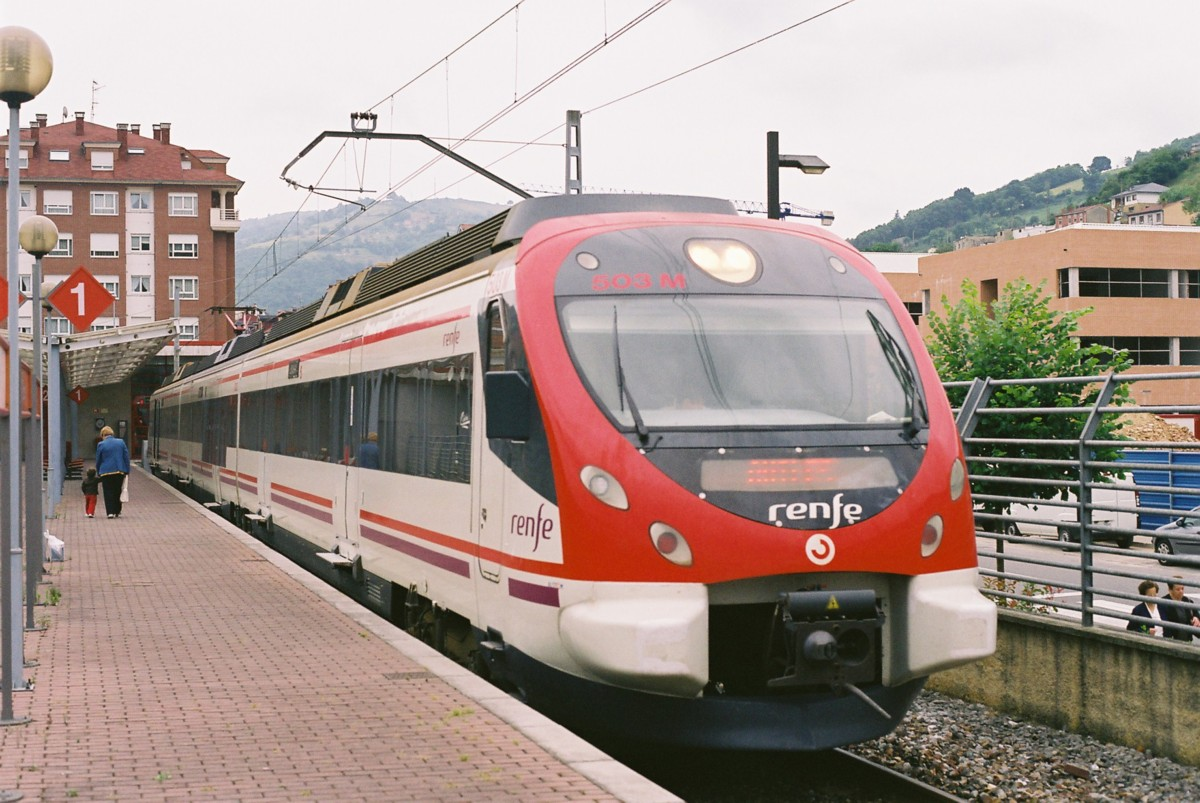
Modelo Civia, operando para las redes Renfe Cercanías, es uno de los modelos que se está barajando para el Tren del Sur.

El Tren del Sur es un proyecto administrado por el Cabildo de Tenerife, concretamente por la empresa de propiedad del Cabildo Metropolitano de Tenerife, mediante el cual se dotará a la isla de Tenerife de un tren que recorrerá la costa nordoriental hasta llegar al sur. Comenzará en el Intercambiador de Transportes de Santa Cruz de Tenerife, y su última parada se situará en Adeje. Será explotado por Metropolitano de Tenerife, empresa que también lo hace con el Tranvía de Tenerife. Se había previsto que las obras comenzaran en 2010, y que su inauguración fuera en 2017. Sin embargo, a finales de 2011 el proyecto se paralizó por motivos económicos, pero se volvió a reanudar a finales de 2017 y ya se han empezado a redactar los proyectos; en 2019 se tenía previsto iniciar las expropiaciones de las parcelas afectadas por el proyecto.

## Antecedentes
Desde 1997, se han hecho estudios para comprobar la viabilidad de este proyecto. Entre otros, se estudió la previsible demanda que tendrá este medio transporte, cuya velocidad máxima en servicio será de 220 km/h, el impacto medioambiental que este tendría, la capacidad económica, etc., todos redactados entre junio de 1997 y enero de 2001.

## Proyecto

### Costes
El coste total de la obra asciende a unos 1.800 millones de euros, de los cuales, el Ministerio de Fomento solo ha transferido al cabildo 5 millones.

### Datos técnicos
Cada unidad tendrá capacidad para 450 pasajeros, y en horas puntas, tendrá una frecuencia de 15 minutos. El modelo de tren que usará es el "cercanías de altas prestaciones".
Debido a la orografía de la isla, un 62% del recorrido se hará en superficie, mientras que el 28% se realizará mediante 9 túneles y 22 falsos túneles, y el 10% restante, mediante 33 viaductos.
Las plataformas tendrán un ancho de 14 metros, cuando se trate de vías dobles, y de 8'2 metros, en el caso de vías simples.

### Recorrido
El recorrido constará de 80 km, deteniéndose en un total de 7 paradas, con una posible ampliación hasta Fonsalía, y discurrirá entre Santa Cruz de Tenerife y Costa Adeje, tardando un total de 42 minutos aproximadamente. Estas paradas se localizarán en: Santa Cruz de Tenerife, Añaza, Candelaria, San Isidro, Aeropuerto del Sur, Los Cristianos y Playa de Las Américas. El edificio de talleres y cocheras de los vehículos, cuya superficie será de 700.000 m², contará con una zona para estacionar los trenes, otra área para su mantenimiento y el material móvil, y otra para el parque de material y maquinaria; se situará en Las Eras, en el municipio de Fasnia. Una vez construido, en la misma parcela se instalará una planta eólica que, como mínimo, tendrá una capacidad de 10 MW.
En marzo de 2024, el Cabildo de Tenerife anunció la prioridad para construir el tren desde San Isidro a Costa Adeje, incluyendo las estaciones del Aeropuerto del Sur, Los Cristianos y Playa de Las Américas.

## Reanudación del proyecto
Según diversas fuentes,[¿cuál?] se ha reanudado el proyecto del Tren, completando y dando "luz verde" al informe medioambiental necesario para continuar, al menos, con los proyectos técnicos.
Asimismo, el Gobierno central ha aportado un total 5.100.000 euros para poder continuar con dichos proyectos.

## Tren del Norte
Junto al Tren del Sur, el Cabildo de Tenerife está proyectando un segundo tren en Tenerife, que recorrerá la costa norte de la isla. 
Esta 2ª línea cuenta con las siguientes paradas:
- Santa Cruz Centro
- Intercambiador de San Cristóbal de La Laguna
- Aeropuerto Norte
- Tacoronte/El Sauzal
- La Matanza/La Victoria/Sta.Ursula
- Valle De La Orotava/Puerto de la Cruz
- Los Realejos

Ampliación:
Se tiene prevista una ampliación hasta Icod de los Vinos.